# Erick Brendon
Erick Brendon Pinheiro da Silva, född 23 maj 1995 i Rio de Janeiro, är en brasiliansk fotbollsspelare som spelar för Östersunds FK.

## Karriär
Brendon är från Complexo do Alemão och han började spela fotboll som sexåring i Vila Olímpica da Mangueira. Som åttaåring gick Brendon till Flamengo. Därefter blev det spel i Botafogo mellan 2009 och 2016.
Brendon började sin seniorkarriär som utlånad till America (RJ), där han spelade 15 matcher i Campeonato Carioca 2016. I februari 2017 gick Brendon till Portuguesa (RJ), där han gjorde en match i Campeonato Carioca. I november 2017 värvades Brendon för spel i Central i Campeonato Pernambucano 2018. Därefter under 2018 spelade Brendon för Barra da Tijuca i Campeonato Carioca Série B1, där han gjorde fyra mål 17 matcher. Därefter spelade Brendon i början av 2019 för Goytacaz.
I februari 2019 värvades Brendon av IFK Värnamo. Han spelade 11 matcher för klubben i Division 1 2019. Följande säsong spelade Brendon samtliga 30 ligamatcher och gjorde ett mål då Värnamo vann sin serie och blev uppflyttade till Superettan.
I juli 2022 värvades Brendon av Östersunds FK, där han skrev på ett 1,5-årskontrakt. I november 2023 förlängde Brendon sitt kontrakt med två år.